# George Gamow
George Gamow, ursprungligen Georgij Antonovitj Gamov (Георгий Антонович Гамов), född 4 mars 1904 (enligt gregorianska kalendern) i Odessa, död 19 augusti 1968 i Boulder, Colorado, var en sovjetisk-amerikansk teoretisk fysiker och kosmolog.
Gamow studerade vid Universitetet i Leningrad och tog doktorsgrad 1928. Han vistades en tid vid olika fysikinstitutioner i Västeuropa, bland annat i Köpenhamn på inbjudan av Niels Bohr, innan han 1931 kallades tillbaka till Sovjetunionen och en befattning vid Sovjetunionens vetenskapsakademi i Leningrad. I samband med ett besök vid en Solvay-konferens i Bryssel 1933 hoppade han av till väst, och flyttade till USA 1934, där han fick en professur vid George Washington University. Från 1956 var han verksam som professor vid University of Colorado.
Gamow arbetade inledningsvis inom kärnfysiken, och utarbetade teorier för alfasönderfall och betasönderfall. Han deltog också i kärnvapenutvecklingen inom Manhattanprojektet och i utvecklingen av vätebomben.
Inom kosmologin ägnade sig Gamow åt stjärnornas struktur och utveckling, och utvecklade tillsammans med Ralph Alpher en teori för grundämnenas relativa förekomst (och lade till Hans Bethes namn, utan att han hade bidragit till teorin, för att kunna kalla den för Alpher-Bethe-Gamow-teorin).
Gamow ägnade sig även åt populärvetenskapligt författarskap där bland annat Mr Tompkins i en serie böcker direkt upplever diverse fysikaliska fenomen.

## Utmärkelser
Asteroiden 8816 Gamow är uppkallad efter honom.

## Bibliografi (på svenska)

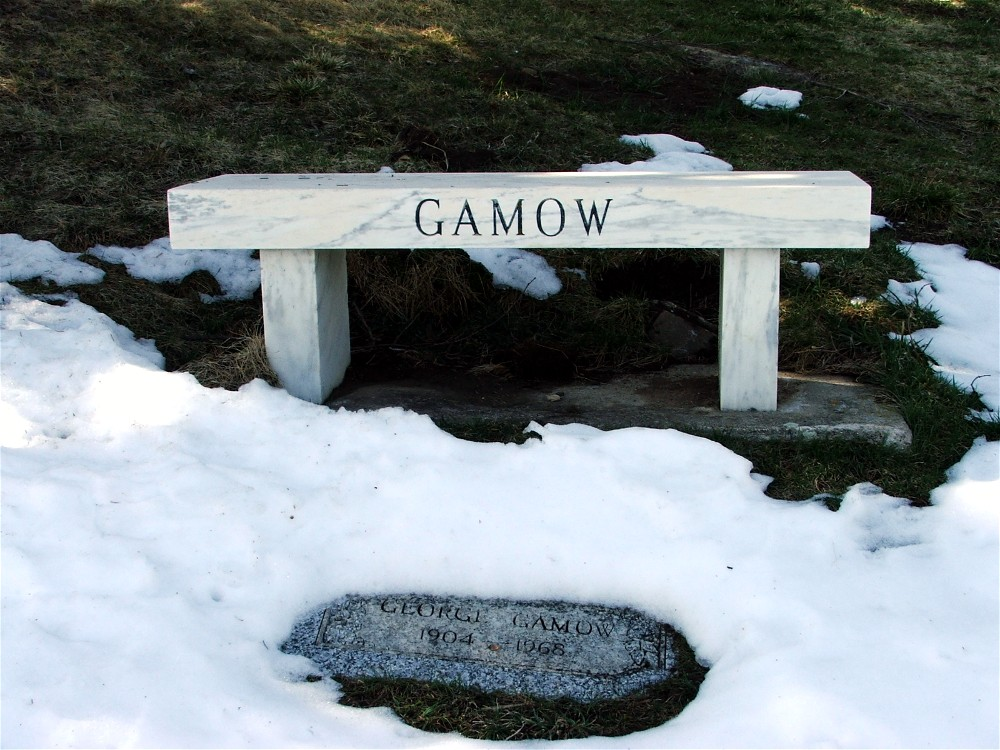
George Gamows grav